# Peng Liyuan
Peng Liyuan, född 20 november 1962 i Yuncheng i Shandong, är en kinesisk folksångerska och sedan 1987 hustru till Kinas högste ledare Xi Jinping.
Peng Liyuan gick med i Folkets befrielsearmé när hon var 18 år gammal och hamnade snart i sånggruppen där hon underhöll soldattrupperna för att öka deras moral. Sedan 2011 har hon en civil tjänst i den kinesiska armén motsvarande generalmajor. Peng Liyuan är en skolad sopran och under 25 år uppträdde hon under den årliga nyårssändningen på CCTV. Där framförde hon nationalistiska folksånger med texter om modiga militärer och vackra landskap. Texterna prisade ofta kommunistpartiet.
Innan Xi Jinping befordrades till partitoppen var han främst känd som make till Peng Liyuan, som var den mer berömda av dem. Paret har en dotter tillsammans, Xi Mingze, som studerat vid Harvard University. Sedan Xi Jinping började stiga i makthierarkin i Kina syntes Peng Liyuan allt mer sällan offentligt.
Detta förändrades dock efter Xi Jinpings tillträde som högste ledare. Peng är den första presidentfru som omnämns i media som "landets första dam" (di yi furen 第一夫人), som parallell till USA:s "first lady". Mao Zedongs fru Jiang Qing var en betydande politisk personlighet under Kulturrevolutionen, men Deng Xiaopings, Jiang Zemins och Hu Jintaos fruar har inte varit självständiga mediapersonligheter utan bara synts i bakgrunden bakom sina män vid vissa offentliga funktioner. Peng däremot har till och med fått separata inslag på kvällsnyheterna om vilka aktiviteter hon deltagit i när paret varit på statsbesök utomlands, vilket är ovanligt för personer som inte sitter i politbyrån eller statsrådet.
2011 utsågs hon till ambassadör för tuberkulos- och hiv/aidssjuka i Världshälsoorganisationen.